# Éric Guilyardi
 (décembre 2019).
Éric Guilyardi, né en 1966, est un océanographe et climatologue français.

## Biographie
Spécialiste des échanges océan-atmosphère, du rôle de l’océan dans le climat et du changement climatique, Éric Guilyardi étudie en particulier El Niño et son évolution future. 
Océanographe et climatologue au CNRS, il est directeur adjoint du LOCEAN (CNRS, IRD, Sorbonne Université, MNHN) au sein de l’Institut Pierre-Simon-Laplace (IPSL). Il est aussi professeur à l'université de Reading, en Grande-Bretagne, au sein du National Center for Atmospheric Research (NCAS). Il est auteur ou co-auteur de plus de 100 publications scientifiques et est listé comme highly cited researcher en 2018. Il fait partie des auteurs scientifiques français qui ont rédigé le Cinquième rapport d'évaluation du GIEC et a contribué au sixième. 
Très engagé dans la transmission des savoirs vers tous, il signe régulièrement articles et ouvrages grand public, aussi bien sur les sciences du climat que sur les liens entre sciences et société. Eric Guilyardi participe au lancement de l'Office for Climate Education (OCE), reconnu comme centre de catégorie II de l'UNESCO en 2020, qui a pour vocation d'accompagner les enseignants du primaire et du secondaire pour l'éducation au climat à travers le monde, et est président de son conseil d'administration. Il est membre du Conseil scientifique de l'Éducation nationale et du Comité d'éthique du CNRS pour lequel il a codirigé un avis sur l'engagement public des chercheurs.

## Distinctions
- Chevalier de l'ordre national du Mérite [Quand ?]
- 1999 : Prix Prudhomme météo et climat de la Société météorologique de France

## Publications
- « Les sciences du climat face au défi de la confiance dans l'expertise », Après-demain, no 53,‎ 2020 (ISSN 0003-7176).
- Rapport spécial du GIEC l’océan et la croysphère : Résumé à destination des enseignants, OCE, mars 2020.
- « L’océan, la glace et l’homme dans un climat qui change : que nous dit le rapport spécial du Giec sur l’océan et la cryosphère ? », La Météorologie, no 107,‎ 2019.
- G. Lecointre (dir.) et S. Proust (dir.), Le fait en question, Editions de l'Aube, 2019, « Qu'est-ce qu'un fait en sciences physiques et naturelles ? ».
- « La science en toute confiance », Le Monde des Idées,‎ 2017.
- L’océan à découvert, Éditions du CNRS, 2017, « El Niño ».
- Éric Guilyardi et Catherine Guilyardi, Que feriez-vous si vous saviez ? Des climatologues face à la désinformation, Editions Le Pommier, 2015.
- Éric Guilyardi et Christophe Cassou, Le Climat à découvert, Éditions du CNRS, 2011, « Des prévisions météorologiques aux projections climatiques ».
- « Océans et climat: quel avenir ? », Les Petites Pommes du savoir, Le Pommier, no 102,‎ 2008.